# (12570) 1998 WV5
1998 دابليو في 5 (ويعرف أيضًا باسم (12570) 1998 دابليو في 5 وفق تسمية الكوكب الصغير) (بالإنجليزية: 1998 WV5)‏ هو كويكب ضمن حزام الكويكبات؛ وترتيبه 12570 من حيث الاكتشاف.
اكتُشف هذا الجُرم الفلكي بواسطة تاكيشي أوراتا ‏ في 18 نوفمبر 1998.

## وصلات خارجية
- (12570) 1998 WV5 في قاعدة بيانات مختبر الدفع النفاث لأجرام النظام الشمسي الصغيرة

- الاكتشاف · مخطط المدار ·  العناصر المدارية · المعلمات المادية

- (12570) 1998 WV5 على موقع ويكي سكاي: DSS2, SDSS, GALEX, IRAS, Hydrogen α, X-Ray, Astrophoto, Sky Map, Articles and images